# Dalbergia sissoo
Dalbergia sissoo (auch Sheesham, Shisha, Shisham oder Indischer Palisander) ist der Staatsbaum des indischen Staates Punjab und ebenso der Wappenbaum der gleichnamigen pakistanischen Provinz.

## Beschreibung

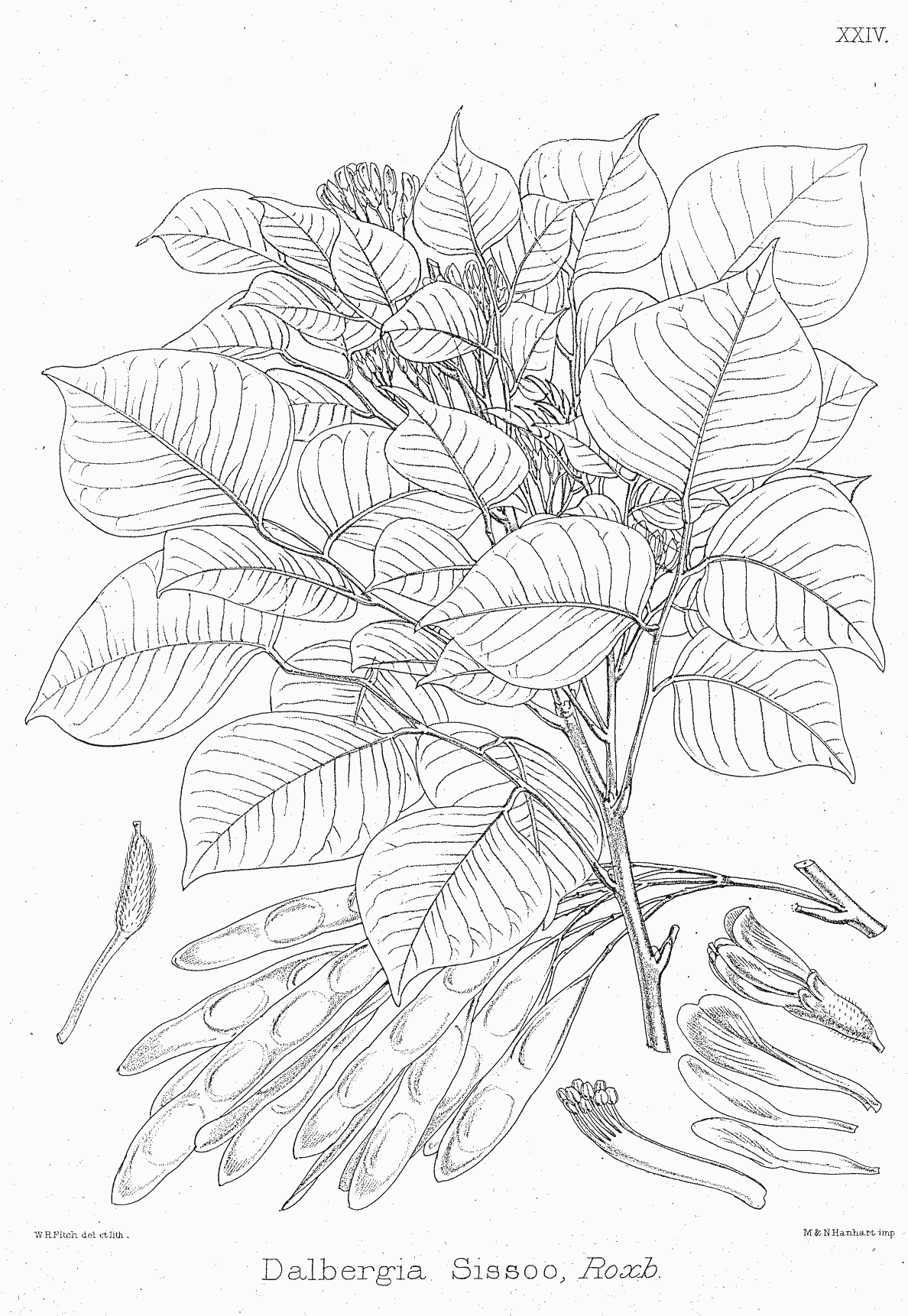
Illustration von Dalbergia sissoo

Dalbergia sissoo ist ein mittelgroßer bis großer laubabwerfender Baum  mit lichter Krone. Er kann 25 m Höhe und 2–3 m Durchmesser erreichen, bleibt meist aber kleiner. Die Stämme sind  bei freistehendem Wuchs oft verwachsen. Der Baum hat eine lange Pfahlwurzel und zahlreiche Oberflächenwurzeln, die zahlreiche Schösslinge produzieren. Junge Triebe sind flaumig und herabhängend. Ältere Bäume haben eine bis 2,5 cm dicke, hellbraune bis dunkel-graubraune Borke, die sich in schmalen Streifen abschält.
Die wechselständigen Blätter sind ledrig, fiederteilig und erreichen 15 cm Länge. Die Blüten sind weißlich bis rosa, duftend, nahezu stiellos und bis zu 1,5 cm lang. Sie sitzen in dichten, 5–10 cm langen Trauben.
Die hellbraunen Früchte sind flache, dünne riemenartige Schoten, die 4–8 cm lang und 1 cm breit werden. Sie enthalten 1–5 flache, 8–10 mm lange, bohnenförmige Samen.
Das Kernholz ist gold- bis dunkelbraun, das Splintholz weiß bis fahl bräunlich-weiß. Der Kern ist sehr dauerhaft und gegen Termiten beständig. Das Splintholz wird jedoch leicht von Pilzen und bohrenden Insekten befallen. Die Dichte des Holzes beträgt 0,7–0,8 g/cm².
Die Chromosomenzahl beträgt 2n = 20.

## Verbreitung
Der Baum kommt vor allem an Flussufern unter 900 m Höhe vor, man kann ihn in seinem natürlichen Vorkommen aber auch in Höhen von bis 1300 m finden.  Die mittlere Temperatur beträgt 10–40 °C, kann aber zwischen dem Gefrierpunkt und 50 °C schwanken. Sheesham verträgt bis 2000 mm Jahresniederschlag, aber auch 3–4 Monate Trockenheit. Er wächst auf Sand und Schotter, aber auch auf nährstoffreichem Schwemmland der Flüsse. Er toleriert auch leicht salzhaltige Böden.

## Verwendung

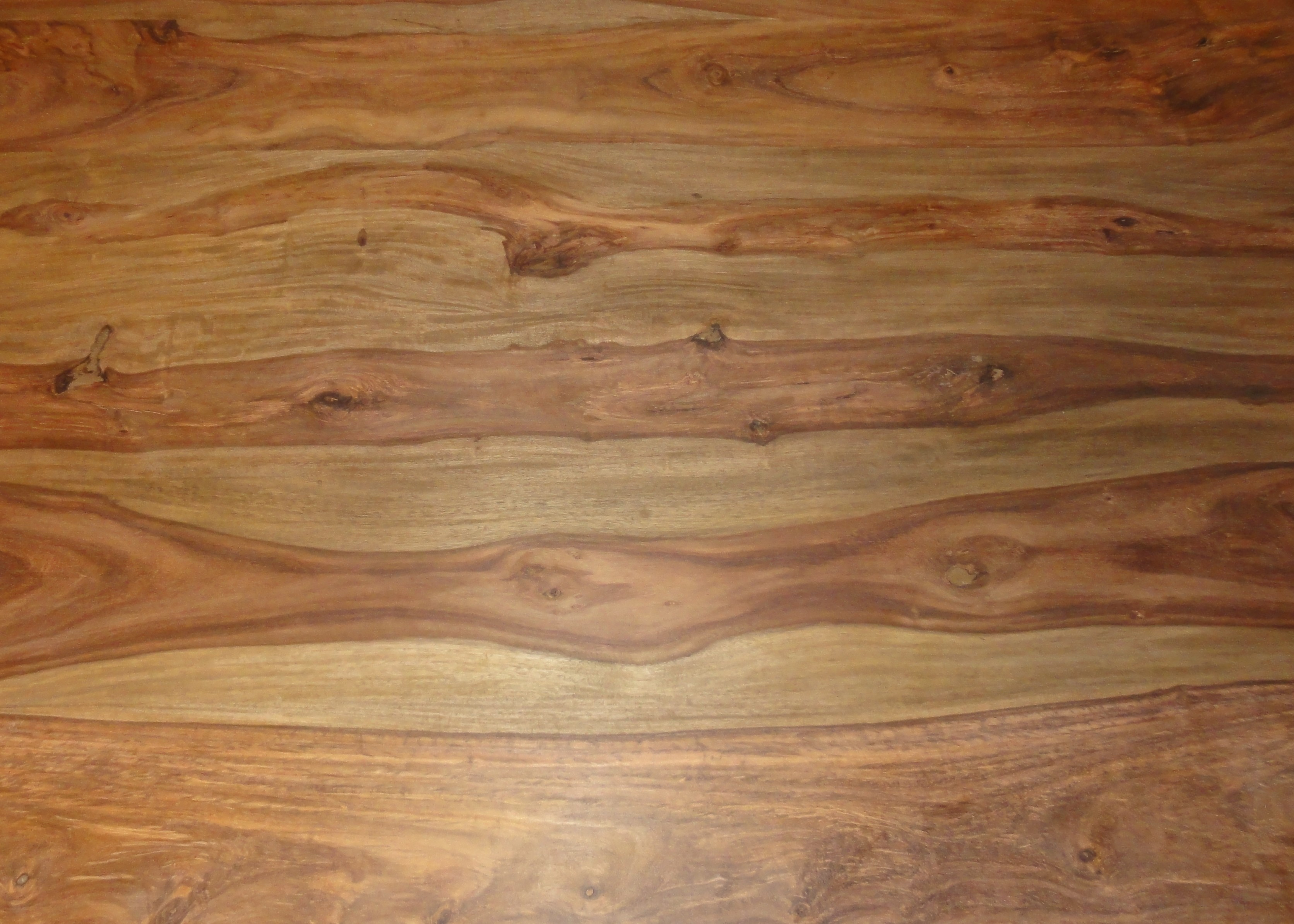
Eingefärbte Tischplatte aus Sheeshamholz

Sheesham ist ein Plantagenholz aus der Palisanderfamilie, das als Werkstoff, aber auch als Brennstoff, Futter-, Schutz- und Schattenbaum bedeutsam ist. Da alte, ausgewachsene Bäume wegen massiver Übernutzung in der Vergangenheit kaum noch existieren, hat seit etwa 1990 eine großflächige Anpflanzung von Sheeshambäumen in großen Plantagen im Punjab zwischen Indien und Pakistan stattgefunden.
Das Holz dieser stark gedüngten, dicht zusammengedrängt wachsenden Plantagenbäume ist kaum mit dem Holz der oft Jahrhunderte alten natürlich gewachsenen Sheeshambäume zu vergleichen. Die dünnen Stämmchen bestehen überwiegend aus minderwertigem Splintholz, welches bei alten Bäumen direkt am Fällort abgebeilt wurde, da es wegen seines strohgelben Aussehens sowie insbesondere seiner schlechten Eigenschaften nicht mitverarbeitet wurde.	
Aus dem nur wenige Jahre alten Plantagenholz gebaute Sheeshammöbel bestehen zu großen Teilen aus diesem Splintholz, dem durch Färbung des fertigen Produkts das Aussehen von Kernholz gegeben wird.
Wegen seiner vielfältigen Verwendung, Toleranz gegenüber leichtem Frost und langen Trockenperioden ist der Baum für die Plantagenwirtschaft, Aufforstung und Agroforstwirtschaft nutzbar. Nach Teak ist die Art der bedeutendste Forstbaum im Punjab, der auch der bedeutendste Lieferant des Holzes in Pakistan und Indien ist. In Bihar wird der Baum als Straßenbaum, entlang von Kanälen als Schattenspender und als Schattenbaum für Teeplantagen angepflanzt. Auch in südindischen Städten wie Bangalore wird er oft als Straßenbaum gepflanzt.
Dalbergia sissoo enthält das Neoflavonoid Dalbergichromen in der Borke des Stammes und dem Kernholz.
Sheesham ist ein hochwertiges Holz für Tischlerarbeiten und die Furnier-Herstellung. Es wird auch zu Sperrholz, landwirtschaftlichen Geräten und Musikinstrumenten verarbeitet, kann für Ski, Schnitzereien, den Bootsbau und als Bodenbelag verwendet werden. Das in Rajasthan verwendete, kastagnettenähnliche Perkussionsinstrument Khartal besteht oft aus diesem Holz.
Der Heizwert des Splints beträgt ca. 20,5 MJ/kg (4908 kcal/kg), der des Kernholzes ca. 21,7 MJ/kg (5181 kcal/kg). Als Brennholz wird Sheesham in einem 10- bis 15-jährigen Zyklus geschlagen. Der Baum hat eine gute Fähigkeit zum Stockausschlag, obwohl nach zwei oder drei Einschlagzyklen ein Rückgang der Vitalität beobachtet wird. Aus dem Holz wird eine hochwertige Holzkohle zum Heizen und Kochen hergestellt.

## Vermehrung
Die Pflanze vermehrt sich durch Wurzelschösslinge, aber auch durch Samen. Letztere sind nur wenige Monate keimfähig. Sie werden vor der Aussaat zwei Tage in Wasser eingeweicht. Innerhalb von einer bis drei Wochen keimen 60–80 % der Samen. Die Sämlinge benötigen einen sonnigen oder halbschattigen Standort.

## Toxikologie
Ein alkoholischer Auszug der Früchte von Dalbergia sissoo erwies sich als giftig für die Eier der Süßwasserschnecke Biomphalaria pfeifferi.